# Nikolaï Lvov
Pour les articles homonymes, voir Lvov (homonymie).
Nikolaï Alexandrovitch Lvov, né le 4 mai 1753 (15 mai dans le calendrier grégorien) dans le domaine de Nikolskoïe-Tcherentchitsy, près de Torjok, et mort le 22 décembre 1803 (3 janvier 1804 dans le calendrier grégorien) à Moscou, est un architecte néoclassique russe. Il était aussi poète, musicien, traducteur et graphiste. Appartenant à une famille d'antique noblesse désargentée, il est le fils d'un petit propriétaire terrien de la région de Tver.

## Biographie

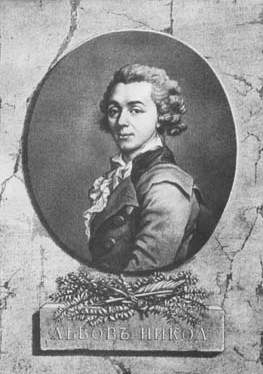
Gravure de Lvov par Alexandre Tardieu (1790)

Lvov entre à seize ans au régiment Préobrajensky de la Garde impériale, mais c'est une inscription formelle selon les traditions aristocratiques de l'époque, néanmoins il étudie au régiment Izmaïlovsky et jusqu'en 1775 est employé comme courrier diplomatique au ministère (ou collège selon la terminologie de l'époque) des Affaires étrangères, ce qui le fait voyager au Danemark et dans les différentes principautés d'Allemagne. Après un an d'interruption, le capitaine Lvov reprend du service et voyage à Londres, à Paris, à Madrid et aux Pays-Bas. Il fait connaissance à Paris du poète Chemnitzer et du prince Bakounine, mais surtout il va au théâtre et se passionne pour la vie théâtrale de la capitale française. Il gravite en Russie dans un milieu de passionnés d'art, bouillonnant de nouvelles idées, comme Derjavine, Kapnist, Chemnitzer, les peintres Levitsky et Borovikovsky, ou le compositeur Fomine (en), etc. La famille Bakounine lui ouvre son théâtre privé de son palais de Saint-Pétersbourg, où Lvov monte des pièces de Jean-François Regnard, Antonio Sacchini, etc. Il doit cependant se contenter de modestes rentes, habite chez ses amis, ce n'est qu'en 1779 qu'il reçoit un traitement de 700 roubles par an. C'est à cette époque qu'il tombe amoureux de Marie Diakov (dont la sœur est fiancée à Kapnist), mais le père de cette dernière refuse toute idée de mariage. Ils se marient donc en secret le 8 novembre 1780, dans une église de la capitale et Marie habite encore pendant trois ans chez ses parents, leur cachant la vérité. Le père de Marie se laisse convaincre vers 1783, et c'est alors que le mariage secret devient public. Lvov est nommé secrétaire d'ambassade en 1781 à Dresde, mais l'impératrice décide de la garder à Saint-Pétersbourg. Il part ensuite pour Vienne et Varsovie, et il en profite pour visiter le nord de l'Italie (Livourne, Pise, Florence, Bologne et Venise). Nicolas Lvov passe du ministère des Affaires étrangères à celui des Postes en 1783, où il demeure jusqu'en 1797, alors que le chancelier de l'Empire était le prince Bezborodko, qui sera son protecteur, jusqu'à sa mort en 1799.

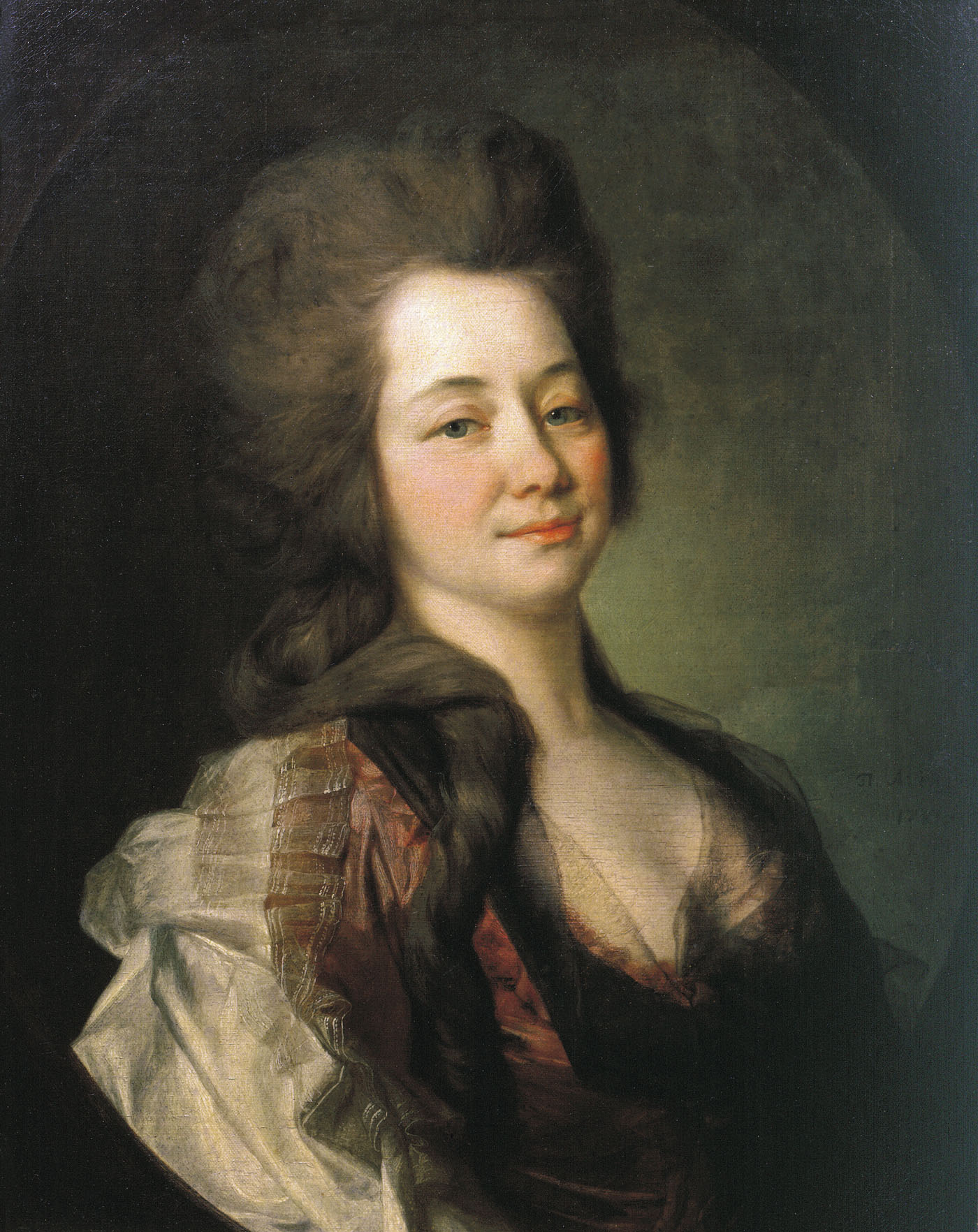
Portrait de Marie Lvov (1755-1807), née Diakov, épouse de Nicolas Lvov, par Dmitri Levitski

Lvov fait partie des esprits les plus éclairés et les plus cultivés de son époque. Il est architecte, graveur et dessinateur, mais il s'intéresse aussi à l'archéologie, à la chimie, à la géologie à la mécanique et compile des chants populaires. Il traduit même du grec les chants d'Anacréon, les poésies de Sappho et de Pétrarque. Il entre comme académicien à l'académie impériale de Saint-Pétersbourg en 1783 et devient membre d'honneur de l'académie des beaux-arts en 1785. Ses livrets d'opéras et de vaudevilles sont salués, ainsi que ses publications de bylines, comme celui de Dobrynia Nikititch.
Il est connu pour ses constructions à Saint-Pétersbourg et dans les environs et comme l'auteur de plusieurs collégiales comme celle de Saint-Boris-et-Saint-Gleb à Torjok (1785-1796), l'église Saint-Joseph à Moguilev, construite pour honorer la mémoire de la rencontre de la Grande Catherine et de l'empereur Joseph II, plusieurs châteaux des environs de Tver (comme celui de Znamenskoïe-Raïok), de Novgorod et de Moscou.
C'est un architecte néoclassique majeur de la fin du XVIIIe siècle et du tout début du XIXe siècle qui s'inspire de Palladio et de la Renaissance italienne. Il traduit et édite du reste Les Quatre Livres de l'architecture de Palladio. Il fait partie de la seconde génération des architectes néoclassiques russes dans le sillage de Giacomo Quarenghi. Lvov recherche aussi de nouveaux matériaux, étudie de nouvelles manières de chauffage et de ventilation pour ses constructions, qu'il expérimente par exemple au château du prieuré à Gatchina. Il s'occupe aussi de recherches géologiques et publie un traité sur les mines de charbon du bassin de Donetsk et de celui de Moscou. Il étudie la pyrolyse, et s'intéresse à l'utilisation du soufre.

## Œuvre
L'œuvre architecturale de Lvov comprend quatre-vingt sept ouvrages, en grande majorité commandes privées de grandes familles comme les Wiazemsky (notamment l'église « Koulitch et Paskha »), les Bezborodko (ru), les Kotchoubeï, les Olénine (ru), les Vorontsov (en), les Soïmonov (ru) avec leur hôtel particulier de Moscou ou les Glebov ; mais aussi le prieuré de Gatchina, le ministère des Postes de Saint-Pétersbourg (où il avait un appartement), reconstruit en 1800, et diverses églises, dont celle de Torjok est particulièrement originale.

## Galerie

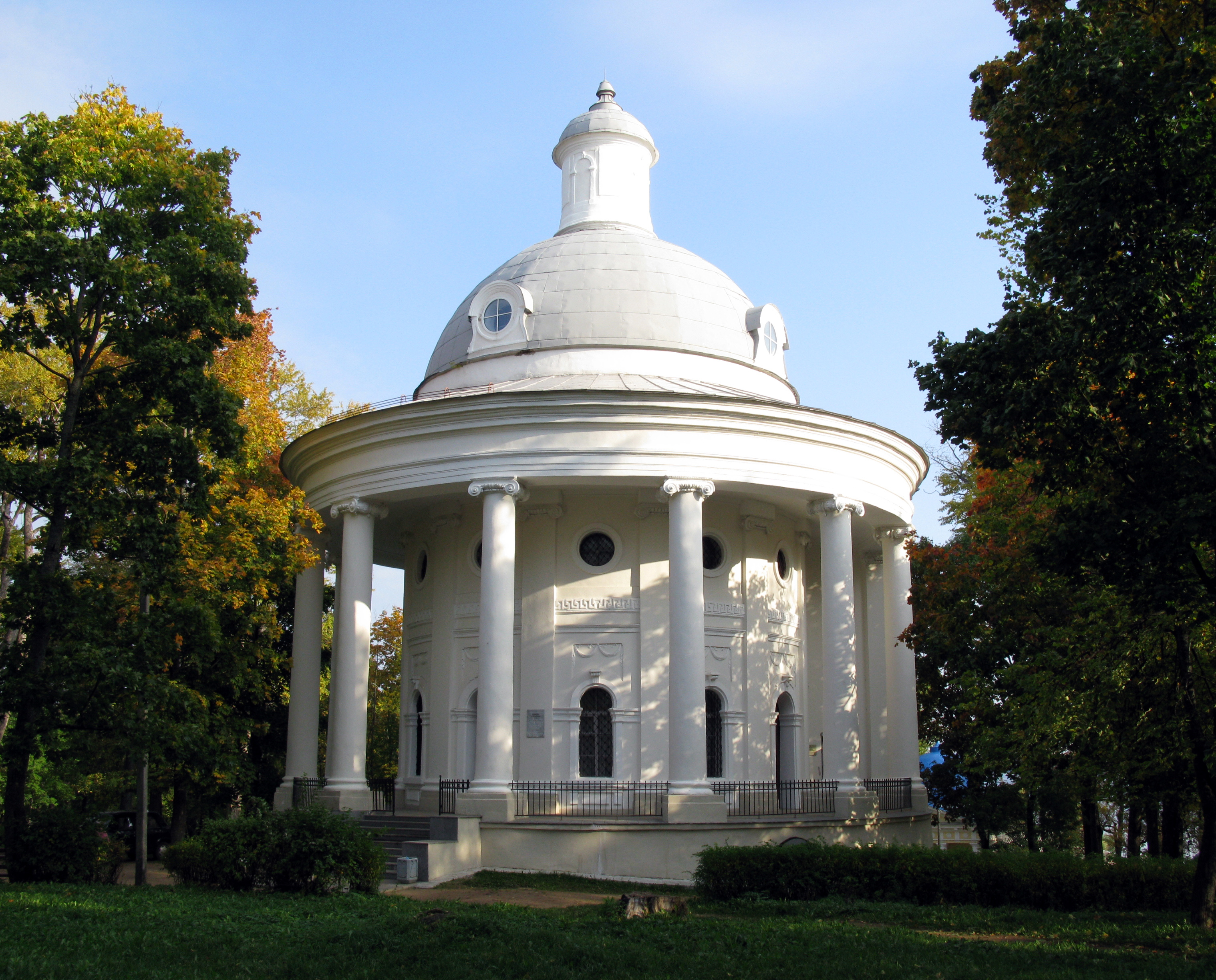
Vue de l'église Saint-Catherine de Valdaï, construite par Dmitriev en 1786-1789 selon les plans de Lvov
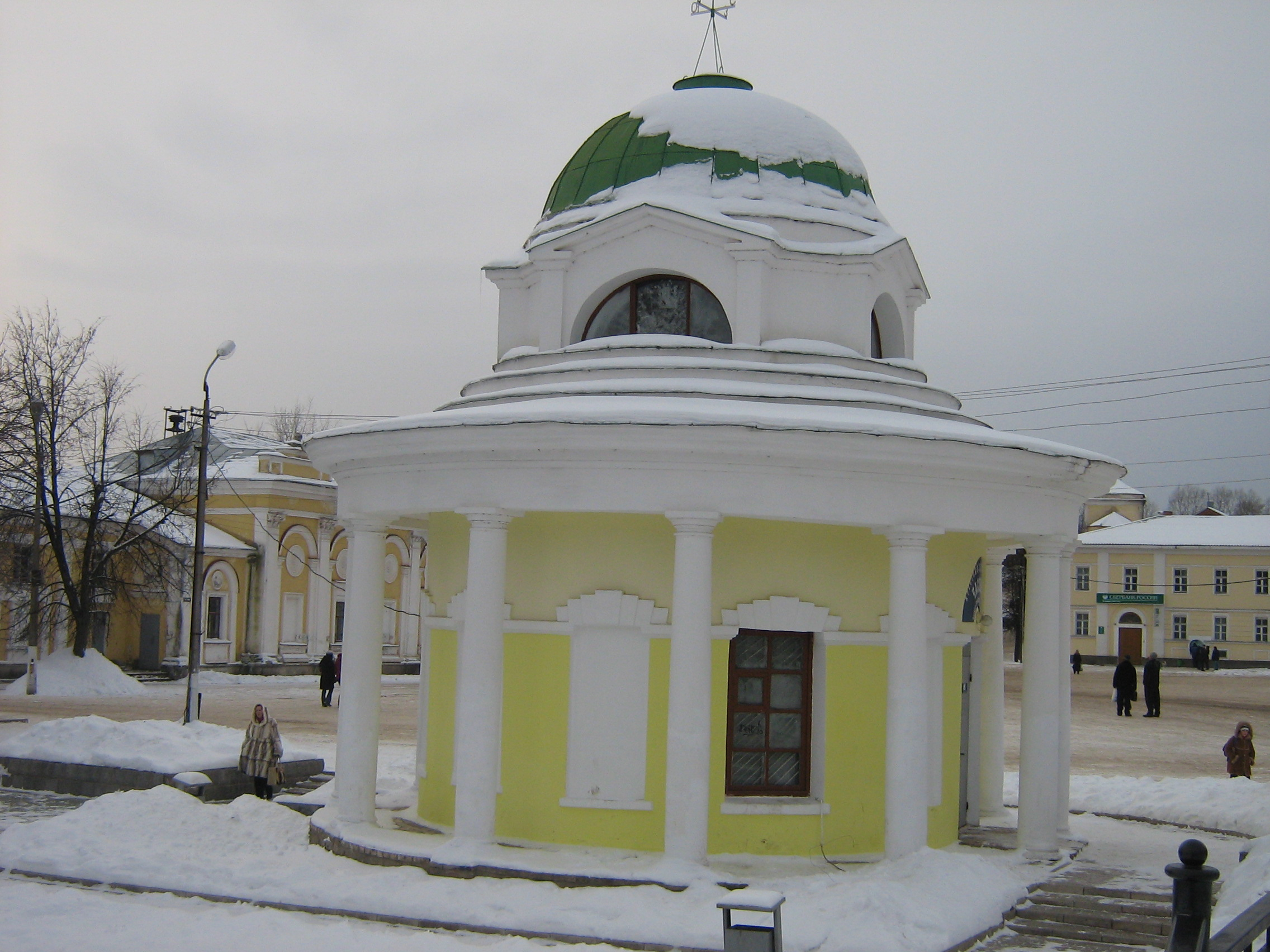
Chapelle-rotonde de Torjok
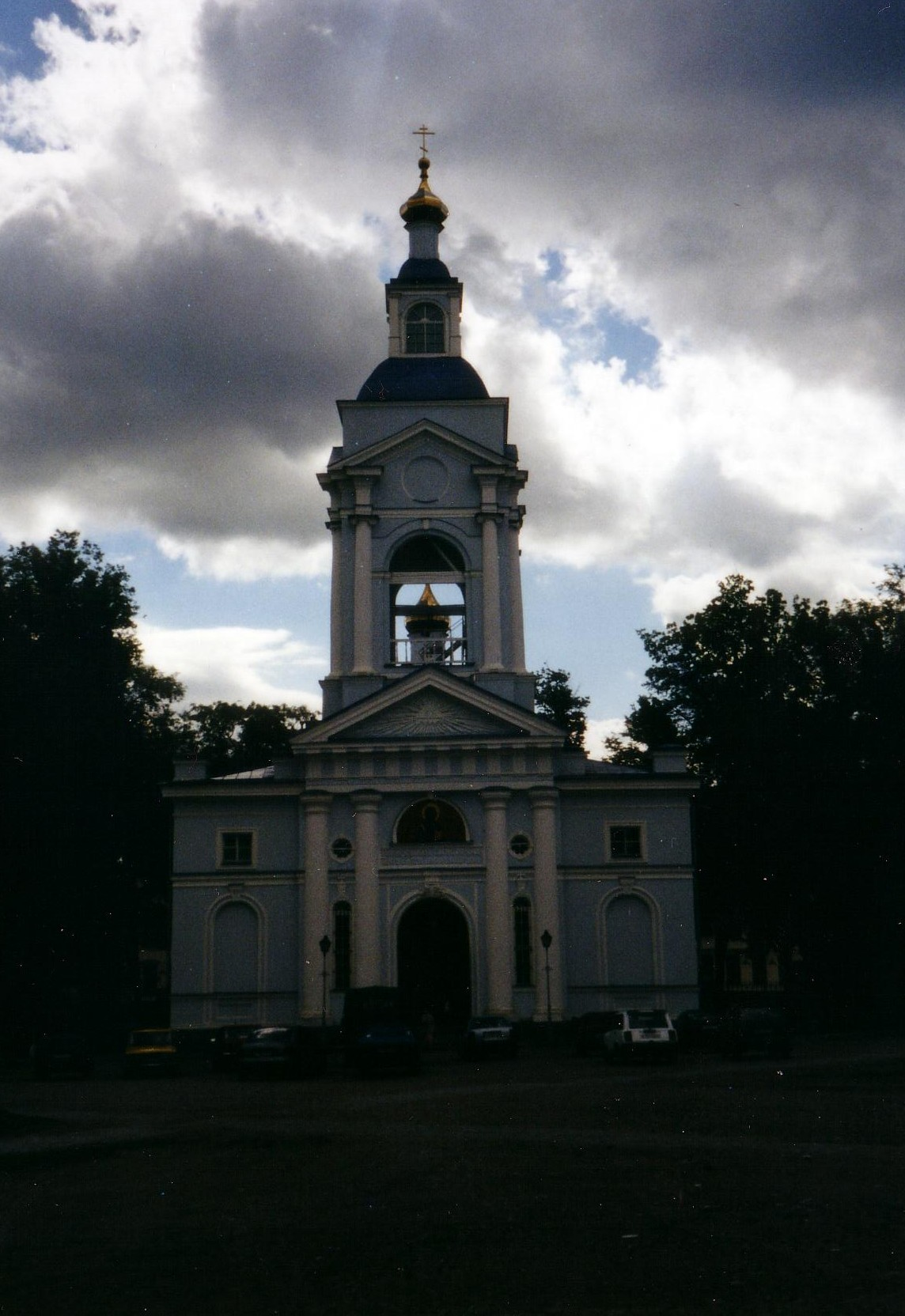
Cathédrale orthodoxe de Vyborg (1787-1789)
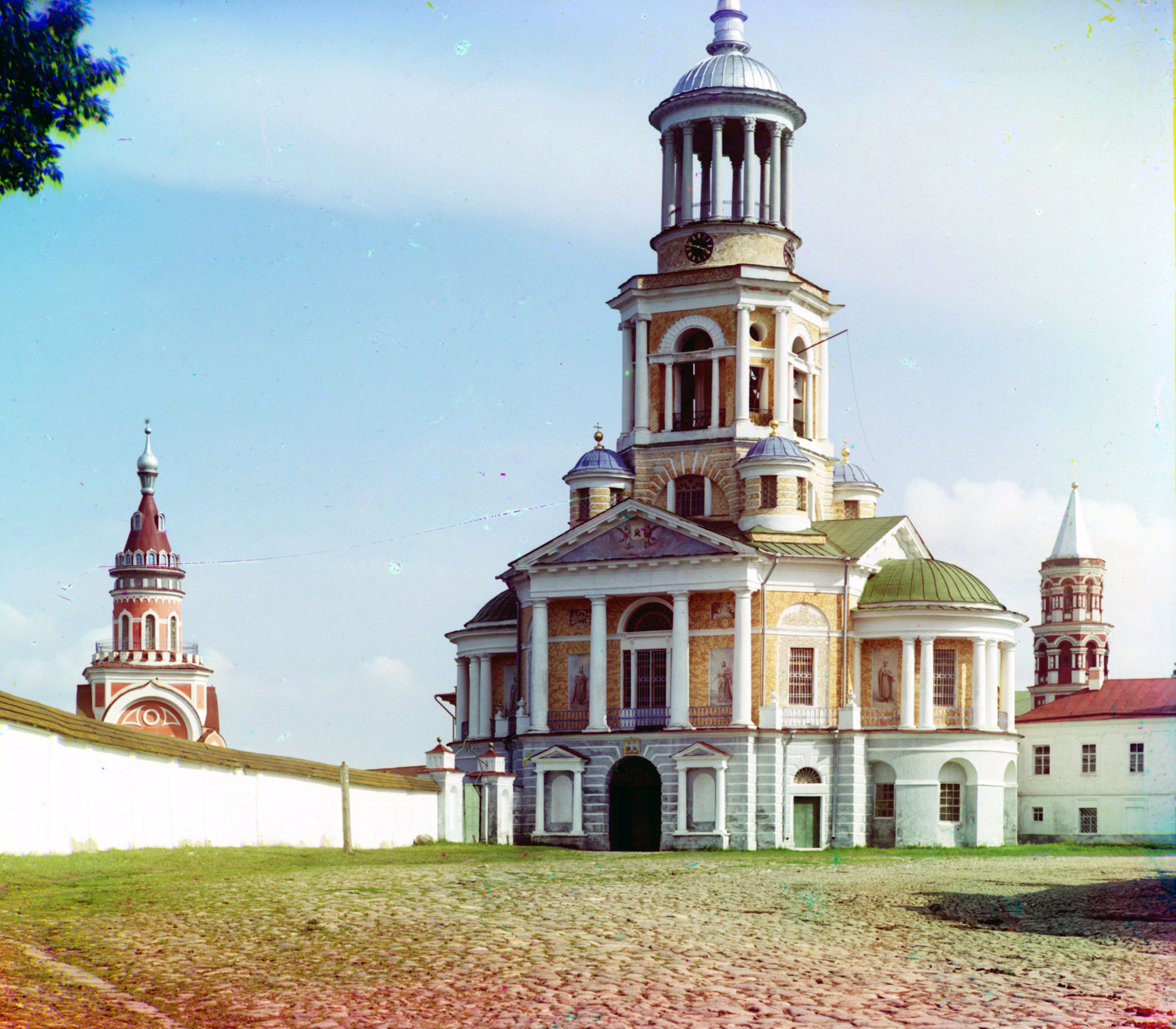
Le monastère Saint-Boris-et-Saint-Gleb de Torjok (photographie de 1910 de Prokoudine-Gorski)
Colonnade du château de Znamenskoïe-Raïok
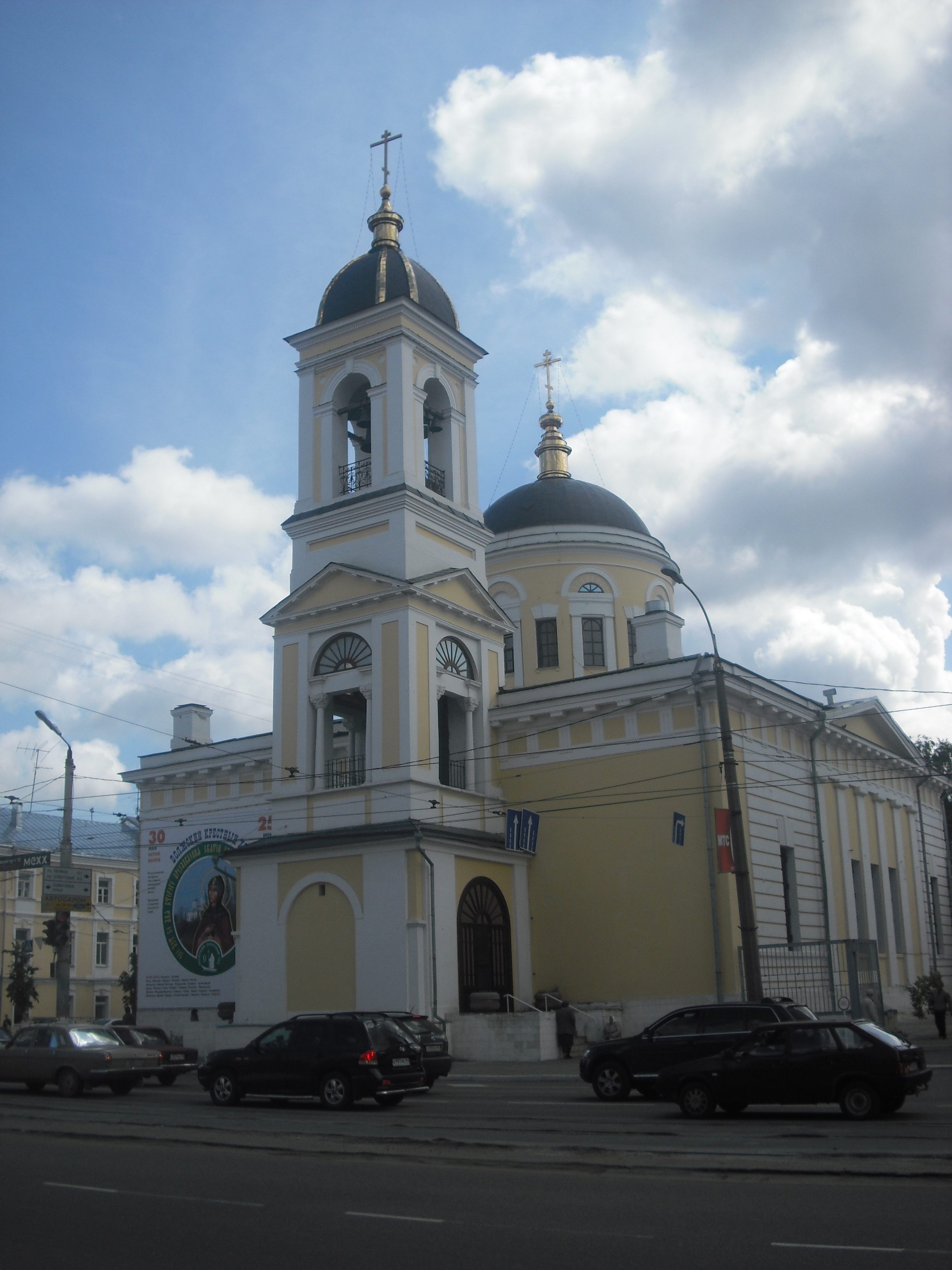
Cathédrale de l'Ascension de Tver
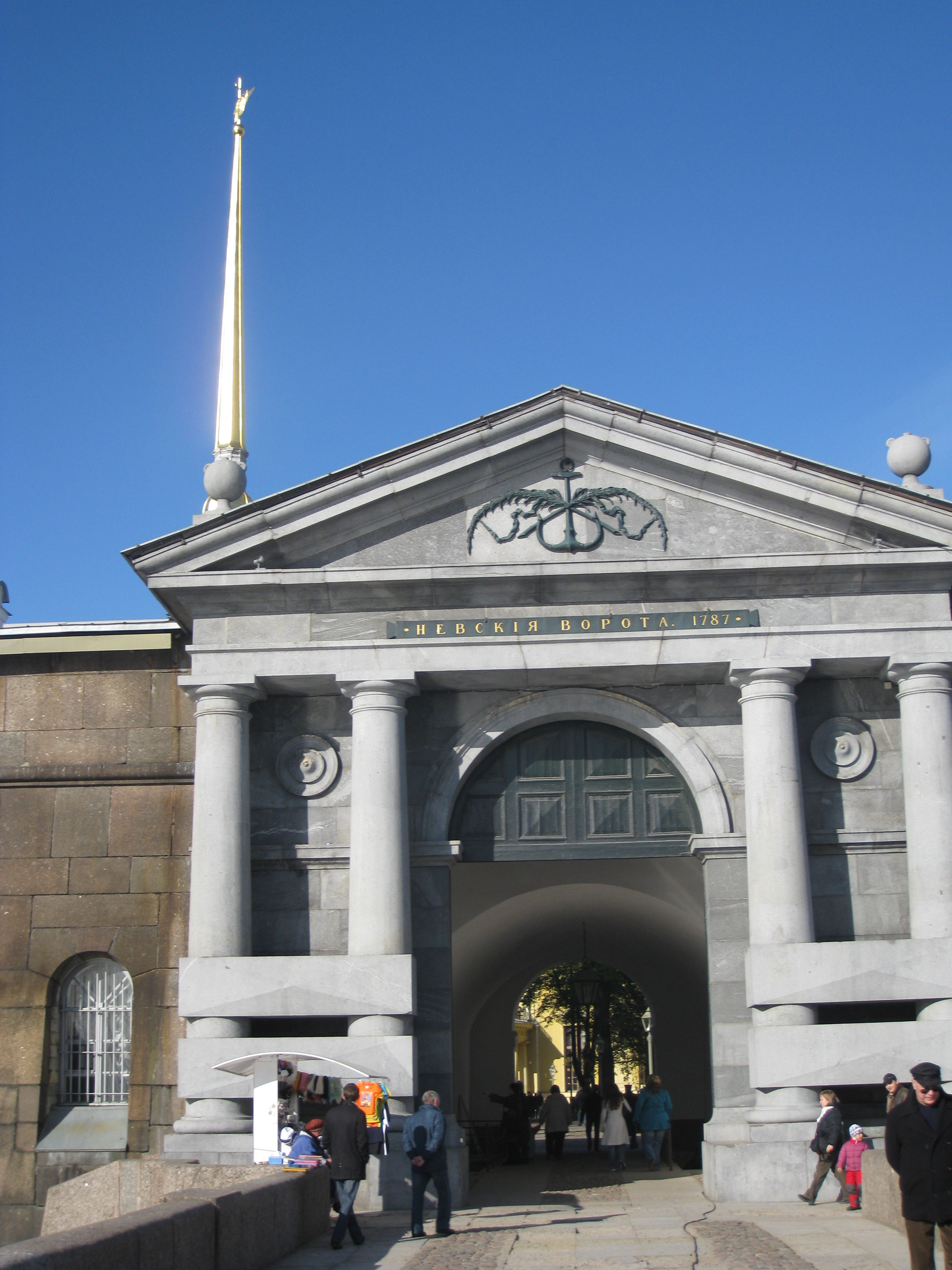
Porte de la Néva à la Forteresse Pierre-et-Paul
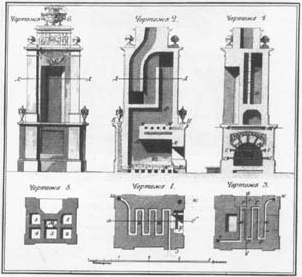
Plans de cheminée et de chauffage (1793)

## Source
- (en) Cet article est partiellement ou en totalité issu de l’article de Wikipédia en anglais intitulé « Nikolay Lvov » (voir la liste des auteurs).